# Xã Lee, Quận Buena Vista, Iowa
Xã Lee (tiếng Anh: Lee Township) là một xã thuộc quận Buena Vista, tiểu bang Iowa, Hoa Kỳ. Năm 2010, dân số của xã này là 231 người.